# Hruschuwatka
Hruschuwatka (ukrainisch Грушуватка; russisch Грушеватка Gruschewatka) ist ein Dorf im Westen der ukrainischen Oblast Dnipropetrowsk mit 858 Einwohnern (2012).
Das erstmals 1744 schriftlich erwähnte Dorf liegt nahe der Fernstraße M 04/E 50 und 2,5 km vom rechten Ufer der Saksahan entfernt.
Hruschuwatka liegt 7 km südöstlich vom ehemaligen Rajonzentrum Pjatychatky. Die nächstgrößere Stadt Schowti Wody befindet sich 29 km westlich vom Dorf.

## Verwaltungsgliederung
Am 13. September 2017 wurde das Dorf ein Teil der neugegründeten Landgemeinde Saksahan, bis dahin bildete es zusammen mit den Dörfern Krasnoiwaniwka (ukrainisch Красноіванівка), Nerudstal (ukrainisch Нерудсталь), Semeniwka (ukrainisch Семенівка) und Ziwky (ukrainisch Цівки) die gleichnamige Landratsgemeinde Hruschuwatka (Грушуватська сільська рада/Hruschuwatska silska rada) im Süden des Rajons Pjatychatky. Diese bestand bereits seit 1925 als Landratsgemeinde Krasnoiwaniwka und wurde 1987 umbenannt.
Am 17. Juli 2020 kam es im Zuge einer großen Rajonsreform zum Anschluss des Rajonsgebietes an den Rajon Kamjanske.

## Bevölkerungsentwicklung
| 2001 | 2008 | 2009 | 2010 | 2011 | 2012 |
| ---- | ---- | ---- | ---- | ---- | ---- |
| 979  | 887  | 885  | 887  | 866  | 858  |